# Шипуново (Омская область)
Шипуново — село в Крутинском районе Омской области. Административный центр Шипуновского сельского поселения.

## История
Основано в 1746 году. В 1928 году деревня Шипунова состояла из 120 хозяйств, основное население — русские. В административном отношении являлась центром Шипуновского сельсовета Крутинского района Омского округа Сибирского края.

## Население
| 2010 |
| ---- |
| 736  |

## Улицы
| - ул. Набережная, - ул. Новая, - ул. Октябрьская, - ул. Садовая, | - ул. Советская, - ул. Центральная, - пер. Школьный. |